# Boones Mill
Boones Mill és una població dels Estats Units a l'estat de Virgínia. Segons el cens del 2000 tenia 285 habitants.

## Demografia
Segons el cens del 2000, Boones Mill tenia 285 habitants, 131 habitatges, i 77 famílies. La densitat de població era de 148,7 habitants per km².
Dels 131 habitatges en un 26% hi vivien nens de menys de 18 anys, en un 50,4% hi vivien parelles casades, en un 5,3% dones solteres, i en un 41,2% no eren unitats familiars. En el 34,4% dels habitatges hi vivien persones soles el 10,7% de les quals corresponia a persones de 65 anys o més que vivien soles. El nombre mitjà de persones vivint en cada habitatge era de 2,18 i el nombre mitjà de persones que vivien en cada família era de 2,82.
Per edats la població es repartia de la següent manera: un 20,4% tenia menys de 18 anys, un 9,1% entre 18 i 24, un 33% entre 25 i 44, un 22,5% de 45 a 60 i un 15,1% 65 anys o més.
L'edat mediana era de 36 anys. Per cada 100 dones de 18 o més anys hi havia 97,4 homes.
La renda mediana per habitatge era de 39.688$ i la renda mediana per família de 44.821$. Els homes tenien una renda mediana de 37.500$ mentre que les dones 23.542$. La renda per capita de la població era de 16.795$. Entorn del 3,8% de les famílies i el 8,2% de la població estaven per davall del llindar de pobresa.

## Poblacions properes
El següent diagrama mostra les poblacions més properes.